# Loria (stacja metra)
Loria – stacja metra w Buenos Aires, na linii A. Znajduje się pomiędzy stacjami Plaza Miserere a Castro Barros. Stacja została otwarta 1 kwietnia 1914.